# Třída Köln (F120)
Třída Köln (F120) byla třída fregat německého námořnictva. Byly to první fregaty, postavené v SRN po skončení druhé světové války a první německé válečné lodě s pohonem koncepce CODAG. Jejich hlavním úkolem byla protiponorková ochrana ostatních válečných lodí či konvojů. Postaveno bylo celkem šest jednotek. Do služby vstoupily v letech 1961–1964 a vyřazovány byly v 80. letech. Nahradila je velmi moderní třída Bremen. Čtyři fregaty později koupilo Turecko, dnes již jsou vyřazeny.

## Stavba
Všechny fregaty této třídy postavila loděnicích H. C. Stülcken Sohn v Hamburku.
Jednotky třídy Köln:
| Jméno                | Zahájení prací    | Spuštěna          | Dodání            | Poznámky |
| -------------------- | ----------------- | ----------------- | ----------------- | --- |
| Köln (F 220)         | 21. prosince 1957 | 6. prosince 1958  | 15. dubna 1961    | Vyřazena 17. prosince 1982, používána cvičný hulk.                                                                                            |
| Emden (F 221)        | 15. dubna 1958    | 21. března 1959   | 24. října 1961    | Vyřazen 30. června 1983. Předán turecku námořnictvu jako Gemlik (D 361), vyřazena po těžkém poškození požárem v lední 1994.                   |
| Augsburg (F 223)     | 29. října 1958    | 15. srpna 1959    | 7. dubna 1962     | Vyřazen 30. března 1988 |
| Karlsruhe (F 224)    | 15. prosince 1958 | 24. října 1959    | 15. prosince 1962 | Vyřazen 30. června 1983. Předán turecku námořnictvu jako Gazi Osman Paşa (D 360) a později přejmenována na Gelibolu, vyřazen 27. června 1994. |
| Lübeck (F 225)       | 28. října 1959    | 23. července 1960 | 6. července 1963  | Vyřazen 1. prosince 1988. Prodán tureckému námořnictvu na náhradní díly.                                                                      |
| Braunschweig (F 226) | 28. července 1960 | 3. února 1962     | 16. června 1964   | Vyřazen 4. července 1989. Prodán tureckému námořnictvu na náhradní díly.                                                                      |

## Konstrukce

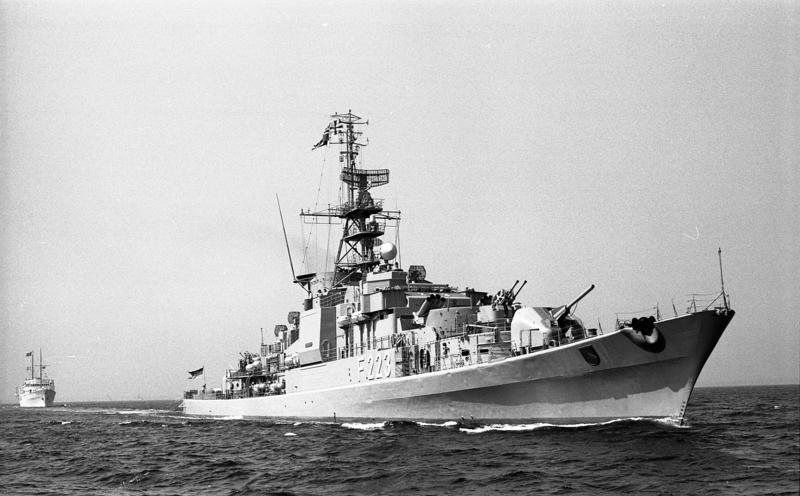
Augsburg (F 223)

Hlavňová výzbroj se skládala ze dvou 100mm kanónů Creusot-Loire Modèle 53, umístěných v jednodělových věžích na přídi a na zádi. Protiletadlovou výzbroj tvořilo šest 40mm kanónů. Čtyři byly ve dvouhlavňových postaveních na přídi a na zádi, zbylé dva v jednohlavňových postaveních na bocích nástavby. K ničení ponorek sloužily dva čtyřhlavňové 375mm protiponorkové raketomety Bofors a čtyři 533mm protiponorkové torpédomety. Trupový sonar byl typu PAE/CWE. Pohonný systém byl typu CODAG. Tvořily ho dvě plynové turbíny Brown Boveri a čtyři diesely MAN pro ekonomickou plavbu. Nejvyšší rychlost dosahovala 32 uzlů.

## Zahraniční uživatelé

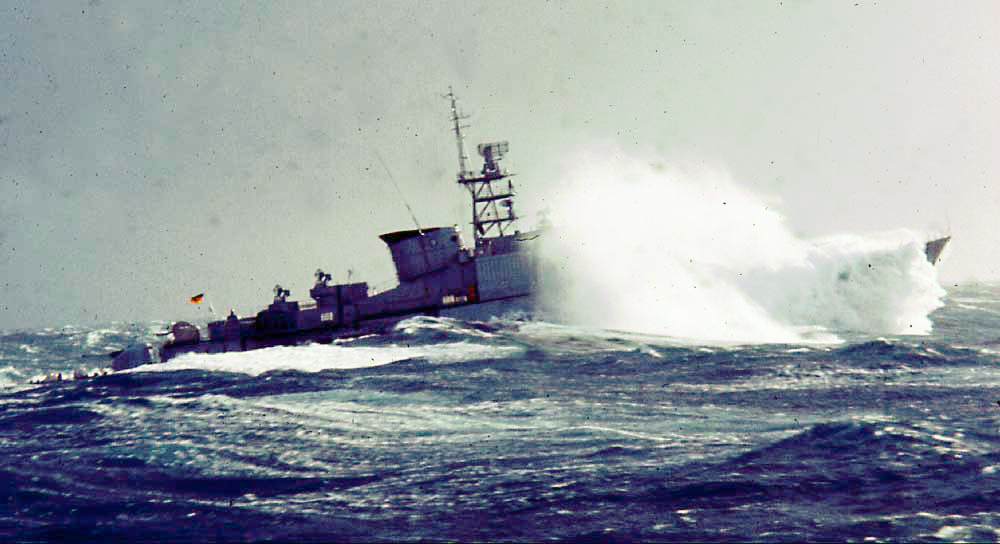
Lübeck (F 225)

Turecko zakoupilo roku 1983 německým námořnictvem vyřazené fregaty Emden a Karlsruhe, které přejmenovalo na Gelibolu (D 360) a Gemlik (D 361). V letech 1988–1989 byly zakoupeny ještě fregaty Braunschweig a Lübeck, které posloužily jako zdroj náhradních dílů.